# Peterson-Eisfälle
Die Peterson-Eisfälle sind Gletscherbrüche an der Ingrid-Christensen-Küste des ostantarktischen Prinzessin-Elisabeth-Lands. Sie liegen an der Mündung des Stevenson-Gletschers in den östlichen Teil des Amery-Schelfeises.
Der US-amerikanische Kartograph John Hobbie Roscoe (1919–2007) kartierte sie 1952 anhand von Luftaufnahmen der United States Navy, die im Zuge der Operation Highjump (1946–1947) entstanden. Das Advisory Committee on Antarctic Names benannte sie 1965 nach J. C. Peterson Jr., Besatzungsmitglied bei den Flügen zur Erstellung dieser Luftaufnahmen.